# 62e division d'infanterie (France)
Pour les articles homonymes, voir 62e division d'infanterie.
La 62e division d'infanterie est une division d'infanterie de l'armée de terre française qui participe à la Première Guerre mondiale et à la Seconde Guerre mondiale. 
En 1914, la 62e division d'infanterie de réserve est affectée directement à la défense du camp retranché de Paris, confiée au gouverneur militaire de Paris (GMP). Le général Victor-Constant Michel, remplacé le 26 août 1914 par le général Joseph Gallieni (lui-même remplacé le 5 novembre 1915 par le général Michel Joseph Maunoury) a sous ses ordres deux divisions de réserve et cinq divisions territoriales. Les 61e et 62e divisions de réserve et la 84e division d'infanterie territoriale de campagne sont chargées de la défense mobile de Paris.

## Les chefs de la62edivisiond’infanterie
- 4 août 1914 : Général Gabriel Ganeval.
- 11 novembre 1914 : Général Paulinier.
- 15 novembre 1914 : Général Baumgarten.
- 10 février 1915 : Général François.
- 14 août 1917 - 29 mars 1918 : Général Margot.
- 29 mars 1918 - 12 février 1919 : Général Girard.
- 1939 - 1940 : Général Sarrebourse de La Guillonière.
- 1940 : Général Mortemart de Boisse.

## Première Guerre mondiale

### Composition

#### au 4 août 1914
123e brigade d'infanterie :
- 338e régiment d'infanterie d’août 1914 à novembre 1918.
- 263e régiment d'infanterie d’août 1914 à juin 1916 (dissolution).
- 278e régiment d'infanterie d’août 1914 à janvier 1918 (dissolution).

124e brigade d'infanterie :
- 250e régiment d'infanterie d’août 1914 à juin 1916 (dissolution).
- 307e régiment d'infanterie d’août 1914 à novembre 1918.
- 308e régiment d'infanterie d’août 1914 à avril 1917.

Éléments rattachés :
- 20e régiment de dragons (deux escadrons).
- 21e R.A.C. (un groupe).
- 34e R.A.C. (un groupe).
- 52e R.A.C. (un groupe).

#### Modifications de composition
- 279e régiment d'infanterie de janvier à novembre 1918
- 65e régiment d'infanterie territoriale d'août à novembre 1918
- 221e régiment d'artillerie d'avril 1917 à novembre 1918

### Historique
Mobilisée dans la 12e Région

#### 1914 - 1915
- 8 août – 24 août : transport par V.F. à Ivry-sur-Seine, puis mouvement vers la région de Gonesse ; stationnement.
- 24 – 29 août : transport par V.F. à Arras. Le 26 août, mouvement vers Douai, et, le 27, mouvement vers le sud, en direction de Péronne ; 28 août, combats vers Moislains et Mesnil-en-Arrouaise, puis repli sur Arras.
- 29 août – 6 septembre : mouvement, par Avesnes-le-Comte, vers Frévent. À partir du 31 août, transport par V.F. dans la région de Pontoise ; repos et travaux d’organisation défensive sur la rive sud de la Viosne.
- 6 – 14 septembre : engagée dans la 1re Bataille de la Marne : du 6 au 10 ; pendant la Bataille de l'Ourcq, organisation et occupation d’une position défensive entre le Plessis-Belleville et Monthyon. À partir du 10, poursuite par Crépy-en-Valois et Jaulzy.
- 14 septembre – 2 octobre : engagée dans la 1re Bataille de l’Aisne : combats au nord-ouest de Moulin-sous-Touvent, puis stabilisation progressive du front.
- 2 – 4 octobre : retrait du front et transport par V.F. de Compiègne à Laboissière.
- 4 octobre 1914 – 12 janvier 1916 : engagée dans la 1re Bataille de Picardie : 4 au 10 octobre, combats vers Bouchoir et Maucourt. Stabilisation et occupation d’un secteur dans cette région :

30 octobre : prise du Quesnoy-en-Santerre ; le 1er novembre, contre-attaque allemande.
1er juillet 1915 : extension du secteur, à droite, jusque vers Andechy.

#### 1916
- 12 janvier – 24 février : retrait du front, vers Villers-Bretonneux et Demuin ; repos. À partir du 26 janvier, mouvement vers la région de Grandvilliers ; repos. À partir du 10 février, mouvement vers le camp de Crèvecœur-le-Grand ; instruction.
- 24 février – 28 septembre : mouvement vers la région d’Ailly-sur-Noye. À partir du 28 février, occupation d’un secteur entre l’Avre et Maucourt :

19 avril : front réduit, à droite, jusque vers Andechy.
18 juin : secteur déplacé, à droite jusque vers Armancourt et Rouvroy-en-Santerre.
26 juillet : front réduit, à droite, jusque vers Andechy, et, le 22 août, étendu à gauche, jusque vers Maucourt.
- 28 septembre – 16 octobre : retrait du front, repos vers Cantigny, puis, à partir du 3 octobre, instruction au camp de Crèvecœur.
- 16 octobre – 8 décembre : transport par camions vers le front. Engagée, à partir du 26 octobre, dans la Bataille de la Somme, devant Pressoire et Ablaincourt.

7 novembre : prise d’Ablaincourt
15 novembre : attaque allemande sur Ablaincourt.
- 8 – 31 décembre : retrait du front et transport par camions dans la région de Froissy ; repos. À partir du 26, transport par camions au nord de Clermont ; repos.
- 31 décembre 1916 – 8 mars 1917 : transport par camions dans la région de Montdidier, puis occupation d’un secteur vers Andechy et Armancourt, déplacé à gauche, le 23 janvier 1917, entre l’Avre et la route d’Amiens à Roye.

#### 1917
- 8 – 17 mars : retrait du front et mouvement vers Froissy, puis, le 12, vers Hangest-en-Santerre. À partir du 15 mars, occupation d’un secteur entre la route d’Amiens à Roye et Andechy.
- 17 mars – 3 avril : poursuite des troupes allemandes lors de leur retrait stratégique durant l'opération Alberich : prise d’Andechy. À partir du 19 mars, travaux dans la région Roye, Villette, Ham.
- 3 avril – 6 mai : embarquement à Montdidier et à Hargicourt, à destination de Dunkerque ; repos vers Bergues (12 avril, éléments en secteur vers Nieuport).
- 6 – 12 mai : transport par V.F., de Bergues, Dunkerque et Adinkerke, dans la région de Villers-Cotterêts, Longpont.
- 12 – 29 mai : mouvement vers le front et occupation d’un secteur vers la ferme Mennejean et la ferme le Bessy : 16 mai, violente attaque allemande.
- 29 mai – 17 juin : retrait du front et repos près de Soissons.
- 17 juin – 20 juillet : occupation d’un secteur vers Quincy-Basse et le sud de Vauxaillon.

20 - 21 juin : attaque allemande suivie de contre-attaque française.
- 20 juillet – 11 août : retrait du front et repos près de Soissons. À partir du 2 août, mouvement vers Noyon et Guiscard ; repos.
- 11 août 1917 – 30 janvier 1918 : occupation d’un secteur entre La Fère et Moy.

#### 1918
- 30 janvier – 19 mars : retrait du front (relève par des éléments britanniques), mouvement vers Ressons-sur-Matz ; repos. À partir du 21 février, mouvement, par Saint-Just-en-Chaussée et Méru, vers la région de Montmorency ; repos. À partir du 2 mars, travaux.
- 19 – 24 mars : transport par camions vers Beaulieu-les-Fontaines, Ercheu et Libermont (en soutien des troupes britanniques).
- 24 mars – 15 avril : engagée dans la 2e Bataille de Picardie : résistance à l’offensive allemande vers Canny-sur-Matz, Conchy-les-Pots, Roye-sur-Matz et Lassigny ; puis organisation d’un secteur entre Plessis-de-Roye et la Berlière.
- 15 – 30 avril : retrait du front, et, à partir du 19 avril, transport par V.F. dans la région d’Arches ; repos.
- 30 avril – 15 juillet : mouvement vers le front et occupation d’un secteur entre la Fave et la Chapelotte (fréquentes actions locales).
- 15 juillet – 15 août : retrait du front, et, à partir du 20 juillet, transport par V.F. vers Chavres et la région de l’Ourcq. Engagée, à partir du 27 juillet, dans la 2e Bataille de la Marne, vers la Fère-en-Tardenois :

27 juillet : prise de la Fère-en-Tardenois.
4 août : passage de la Vesle. Puis organisation des positions conquises vers Bazoches et le sud de Paars.
13 août : front réduit, à droite, jusqu’à l’ouest de Bazoches.
- 15 août – 6 septembre : retrait du front, mouvement vers Epaux-Bézu et Nogent-l'Artaud, puis vers Charly-sur-Marne ; repos.
- 6 septembre – 6 octobre : mouvement vers Fismes et occupation d’un secteur entre le sud de Romain et le sud-est de Merval, réduit à droite, le 12, jusqu’à l’ouest de Romain, puis, le 16, jusqu’au sud de Glennes. À partir du 14 septembre, engagée dans la poussée vers la position Hindenburg : 14 septembre, participation aux combats livrés dans la région de Glennes, vers l’arbre de Romain. À partir du 19, organisation et défense des positions conquises vers Villers-en-Prayères et Glennes :

27 septembre, front réduit, à droite, jusqu’au nord-ouest de Merval.
30 septembre, combats sur l’Aisne, vers Villers-en-Prayères.
- 6 – 28 octobre : retrait du front ; repos au sud de Château-Thierry, puis, le 21 octobre, vers Amifontaine.
- 28 octobre – 11 novembre : mouvement vers le front et occupation d’un secteur à l’est de Saint-Quentin-le-Petit. À partir du 5 novembre, participation à la Poussée vers la Meuse : progression d’abord en 2e ligne, puis, à partir du 19 octobre, en 1re ligne, combats de Saint-Quentin-le-Petit. Se trouve au nord de Monthermé lors de l’Armistice.

#### Rattachements
Affectation organique :
- Mobilisation : Isolée
- Août 1914 : 6e Groupe de Réserve
- Octobre 1914 : Isolée
- Juin 1917 : 37e Corps d’Armée
- Janvier 1918 : Isolée

- 2e armée

2 octobre 1914 – 1er août 1915
- 3e armée

21 décembre 1916 – 3 avril 1917
4 – 16 juin 1917
3 août 1917 – 17 janvier 1918
11 février – 18 mars 1918
23 mars – 18 avril 1918
- 5e armée

9 septembre – 11 novembre 1918
- 6e armée

8 septembre – 1er octobre 1914
2 août 1915 – 27 juin 1916
6 mai – 3 juin 1917
17 juin – 2 août 1917
18 janvier – 10 février 1918
19 – 22 mars 1918
23 juillet – 5 septembre 1918
- 7e armée

19 avril – 19 juillet 1918
- 10e armée

28 juin – 20 décembre 1916
20 – 22 juillet 1918
- Intérieur

6 – 16 août 1914
- G.A.N.

4 avril – 5 mai 1917
- G.M.P.

7 – 24 août 1914
1er – 7 septembre 1914
- G.Q.G.

25 – 31 août 1914
- Armée U.S.

6 – 8 septembre 1918

## Seconde Guerre mondiale

### Composition au 10 mai 1940
- 250e régiment d'infanterie
- 307e régiment d'infanterie
- 326e régiment d'infanterie
- 34e régiment d'infanterie de forteresse
- 52e régiment d'artillerie mixte divisionnaire
- 57e groupe de reconnaissance de division d'infanterie